# Benoît Sanslaville
Benoît Sanslaville est un homme politique français né en 1738 à Beaujeu (Rhône) et décédé à une date inconnue.
Notaire à Beaujeu, il est député de Rhône-et-Loire de 1791 à 1792.

## Sources
- « Benoît Sanslaville », dans Adolphe Robert et Gaston Cougny, Dictionnaire des parlementaires français, Edgar Bourloton, 1889-1891 [détail de l’édition]